# Composti a sandwich

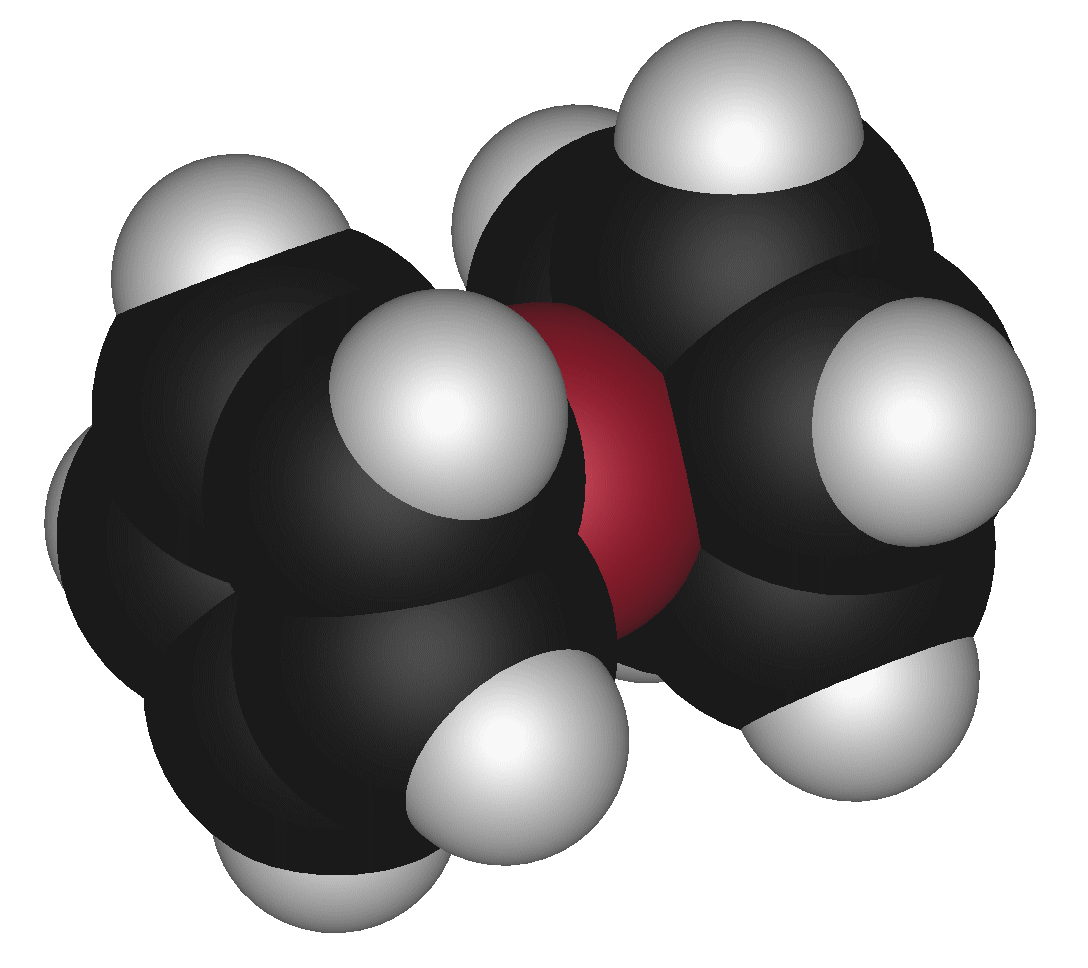
Modello del ferrocene, archetipo di composti a sandwich

I composti a sandwich sono una categoria di complessi metallorganici che contengono un metallo contenuto tra due leganti arenici paralleli tra loro. Il metallo può appartenere ai metalli di transizione o anche ai gruppi principali. Gli areni possono essere semplici, con formula CnHn, loro derivati sostituiti, come ad esempio Cn(CH3)n, o composti eterociclici, come ad esempio BCnHn+1. Un tipo particolare di composti a sandwich sono i metalloceni, dove i leganti sono ciclopentadienili.
La denominazione composto a sandwich fu introdotta nella nomenclatura organometallica nel 1956, in un articolo che confermava la struttura del ferrocene, in base a misure di cristallografia a raggi X. La struttura in questione era stata proposta parecchi anni prima da Robert Burns Woodward e prevedeva un atomo di ferro posto in mezzo tra due anelli ciclopentadienilici paralleli (vedi figura). Si poteva così spiegare la presenza di conformeri del ferrocene. Si dimostrò inoltre che la cristallografia era una tecnica molto potente e lo sviluppo della chimica metallorganica venne accelerato.

## Principali tipi di composti a sandwich
- Complessi bis(ciclopentadienilici), detti anche metalloceni, costituiscono il tipo più noto e hanno formula (η5-C5H5)2M, generalmente abbreviata come Cp2M. Tra i metalli della prima serie di transizione esistono metalloceni di Ti(II), V(II), Cr(II), Mn(II), Fe(II), Co(II), Ni(II), Zn(II). Esistono inoltre Cp2Ru e Cp2Os.
- Complessi bis(benzene), con formula (η6-C6H6)2M. L'esempio più noto è il dibenzenecromo.
- Complessi bis(cicloottatetraenilici), come (η8-C8H8)2U. Si conosce anche il composto di Th.
- Complessi a leganti misti, dove i due leganti arenici sono diversi. Esempi sono (η5-C5H5)(η6-C6H6)Mn, (η5-C5H5)(η5-C4H4N)Fe, (η5-C5H5)(η4-C4H4)Co.

Esistono anche complessi a sandwich contenenti leganti puramente inorganici, come Fe(C5Me5)(P5) e [(P5)2Ti]2-.

## Composti a semi-sandwich
I composti a semi sandwich si ottengono rimuovendo da un composto a sandwich uno dei leganti arenici, e inserendo in sua vece leganti tipo CO o allili.

### Composti semi-sandwich monometallici

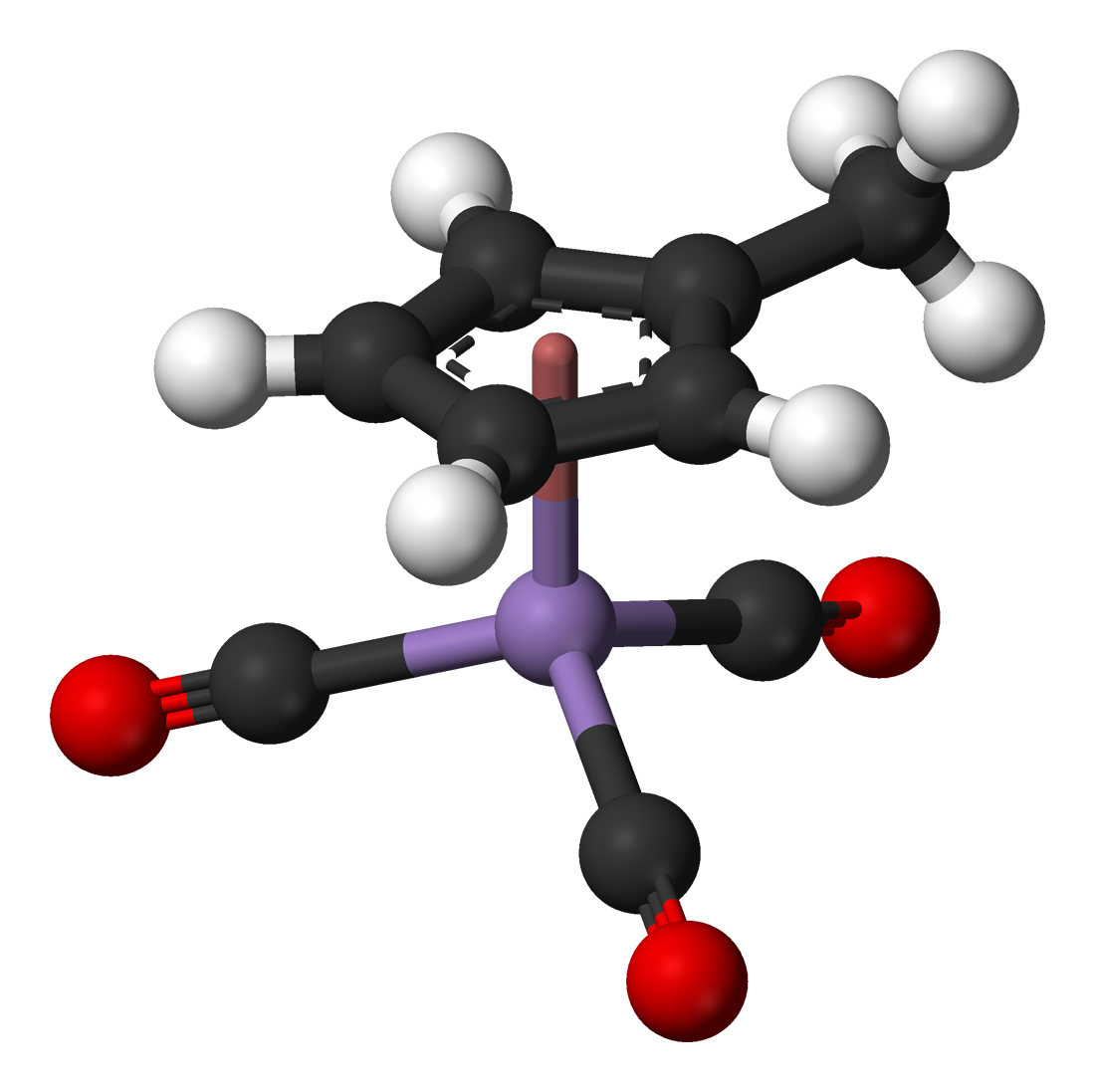
Modello del metilciclopendadienil manganese tricarbonile, un composto con struttura a sgabello di pianoforte

Questa è una famiglia di complessi ancor più numerosa di quelli a sandwich. L'esempio più famoso è quello del metilciclopendadienil manganese tricarbonile, (CH3Cp)Mn(CO)3. Queste specie sono a volte dette composti a sgabello di pianoforte (dall'inglese piano stool), per lo meno quando hanno tre leganti che fanno da "piedi" rispetto al "sedile" aromatico planare.

### Composti semi-sandwich dimetallici
Questi possono essere considerati come casi particolari di complessi semi-sandwich, ma contengono due metalli. Esempi sono i dimeri Cp2Fe2(CO)4 e Cp2Mo2(CO)6. Un'altra specie correlata è [Ru(C6H6)Cl2]2.

## Sandwich multistrato
Il primo complesso a sandwich multistrato è stato il complesso [Ni2Cp3](BF4)2, che contiene tre unità ciclopentadienili sovrapposte, con inframmezzati due atomi di nichel. In seguito sono stati scoperti molti composti multistrato, specialmente a tre strati. Un metodo di sintesi versatile consiste nell'aggiungere una unità [Cp*]Ru+ a complessi a sandwich preesistenti.

## Sandwich multimetallici
In questa famiglia sono presenti più atomi metallici inseriti tra molecole policicliche aromatiche.
Un esempio è mostrato qui sotto. Una catena formata da quattro atomi di palladio è contenuta tra due unità perilene. Come controione viene usato l'ingombrante anione tetraarilborato, scarsamente coordinante.
|  |  | Perylene Tetrapalladium SandwichComplex |